# Grenacheria
Grenacheria es un género de plantas  con 12 especies de arbustos pertenecientes a la antigua familia  Myrsinaceae, ahora subfamilia Myrsinoideae. Comprende 12 especies descritas y   aceptadas.

## Taxonomía
El género fue descrito por Carl Christian Mez y publicado en Das Pflanzenreich 236(Heft 9): 15, 292. 1902. La especie tipo no ha sido designada.

## Especies
| - Grenacheria amentacea - Grenacheria beccariana - Grenacheria bracteosa - Grenacheria buxifolia - Grenacheria cinerascens - Grenacheria fulva - Grenacheria lampani - Grenacheria ledermanni - Grenacheria montana - Grenacheria nebulosa - Grenacheria royenii - Grenacheria wallichiana |